# Robert Tvorogal
Robert Tvorogal (Vilnius, 5 ottobre 1994) è un ginnasta lituano.
È il primo lituano a vincere un Europeo di ginnastica.